# Paralimnophila pallidicornis
Paralimnophila pallidicornis là một loài ruồi trong họ Limoniidae. Chúng phân bố ở miền Australasia.